# Система
Система в математиката се нарича пространство с участващите в него геометрични елементи, например координатна система. 
В социологията това е обществената система или устройство на обществото, в политологията това е обществен строй.
В градоустройството това е пътна система, или система от свързани пътища.
В по общ план, съвкупността от различни транспортни средства като коли, обществен транспорт и дори самолети се нарича транспортна система.
Двете заедно образуват пътно-транспортна система.
В логиката и математическата логика се нарича множество от (логически) обекти и връзките между тях, които се разглеждат заедно, като едно цяло в рамките на една система (виж теория на графите). Една връзка може да свързва два или повече обекта. Тя може да бъде информационна, материална или енергийна. Съвкупността и вида на логическите връзки определя структурата на системата.

## Компютърни системи
В кибернетиката компютърна система е съвкупността от устройства и тяхното мрежово свързване, както и тяхната работа заедно. Операционна система е основният компютърен софтуер, чрез който работи дадено устройство.
Операционните системи биват два вида: неграфични (терминал) и графични, които имат и графична среда. 
Управлението например на една произволна система се изучава в кибернетиката по два подхода:
1. класически йерархичен подход
  - първо изучаване на елементите на системата
  - как те функционират, самостоятелно или заедно
  - спецификите на тяхните функционалности, като налични
  - възможности на техните функционалности
  - възможностите им за придобиване на нови функционалности (инженерно умравление на компютърни системи)
  - инженерно въвеждане на нови функционалности
  - въвеждане на нови елементи в системата или дори нови подсистеми на базата на желани функционални резултати
  - други типове подобряване на системата
2. модерен социализъм (Китай) и неосоциализъм

Китай е пример за развита съвременна икономика и икономическа система, особено с производството на електроника, включително и специфични за китайските MI телефони операционни системи, която е от планов социалистически тип с комунустическо държавно управление.
При някои погрешни разбирания на неосоциализма има ясно разграничение (което е от математическа и логическа гледна точка по-лесно) на "добри" (управляващи социалисти) и "лоши" (които са управлявани и попадат в "черна кутия", тоест това е "самолетен запис" след катастрофа, при която често има загинали. Докато предходния модел предполага грижата за всички или поне работещите елементи на системата, както и тези, които ги подкрепят информационно, и които имат друга важност за интегритета на системата, при неосоциализма има друг подход (или това може да се каже, че е валидно иначе само за управление на кризи при самолетни катастрофи:
1. - (самолетна) черна кутия – разглежда се поведението на системата без значение на структурата ѝ
  - изучава се структурата на системата от гледна точка на процеса на нейното управление.

Повечето системи (на едно равнище) имат някои общи характеристики, които включват:
- Системите притежават специфична структура (която може да е проста или сложна), и която е определена от техните елементи, части, както и тяхното устройство;
- Системите притежават инженерно  възложено поведение, тоест обичайно те не са "хаотично" работещи
- Работата със системите на базово, хардуерно ниво  включва вход (хардуерно включване на външни устройства като клавиатура, мишка), обработка (процесинг) на информация и изход (например на екрана), това е така  и при производствените процеси, при които има вход, обработка и изход на материали, енергия, а също и в производството на електроника и компютри това можв да включва освен хардуерното ниво, и ниво на операционните системи и предварителмо инсталирани приложвния, и помощни файлове, тоест и на продуктова информация и данни;
- Системите, особено компютърните и  дигиталните притежават характеристики като взаимосвързаност, а различните части на системата са свързани както функционално, така и структурно помежду си;
- Системите притежават самостойни функции, а при по-сложно устроените системи няколко или дори повече групи от функции;

## Други типове системи
В биологията и екологията: 
Отворена система е такава, която лесно може да придобива нови членове, например мигриращи птици
- Отворената система, например в социологията, понякога се възприема като по-чувствителна и повлияваща се от външни фактори (фактори извън определената за системата граница).

Затворена система е тази, при която трудно могат да се нововъждат членове като зоологическите градини, които рядко имат нови чопълнения.
- Спред социологията, това е система която не може да се влияе от външни фактори.

Различават се още икономическа система, политическа система и социоикономическа система. Политическа система и държавен строй са подобни, ноне винги еднозначни понятия.
В икономиката, една динамична система е система, която притежава характеристиките на полезна икономическа динамика и развитие. Тоест полезно развитие на обществото и неговата икономика. Една икономическа система може да съдържа части и техните връзки и свързаност, и особено по отношение на нейните подсистеми, които икономически са част от тази система и които да променят системата или отделни нейни елементи от отворена в затворена в различни интервали, и обратното, от зятворена в отворена през цялото време.
Друго разделение е на математически, физични, както и понятийни и идейни системи. Физичните системи са интегрални системи от постоянна или варираща, плавно пространствено съотнесена или определена от изграждащите елементи енергия, както и материя. Идейните системи се състоят от философски или инженерни, научни идеи. Научните и особено инженерните идейни системи са предназначени основно за осъществяване на специфични иновации и иновативни цели или за да могат да се използват като модел при работата на физични системи.